# بابا كركر

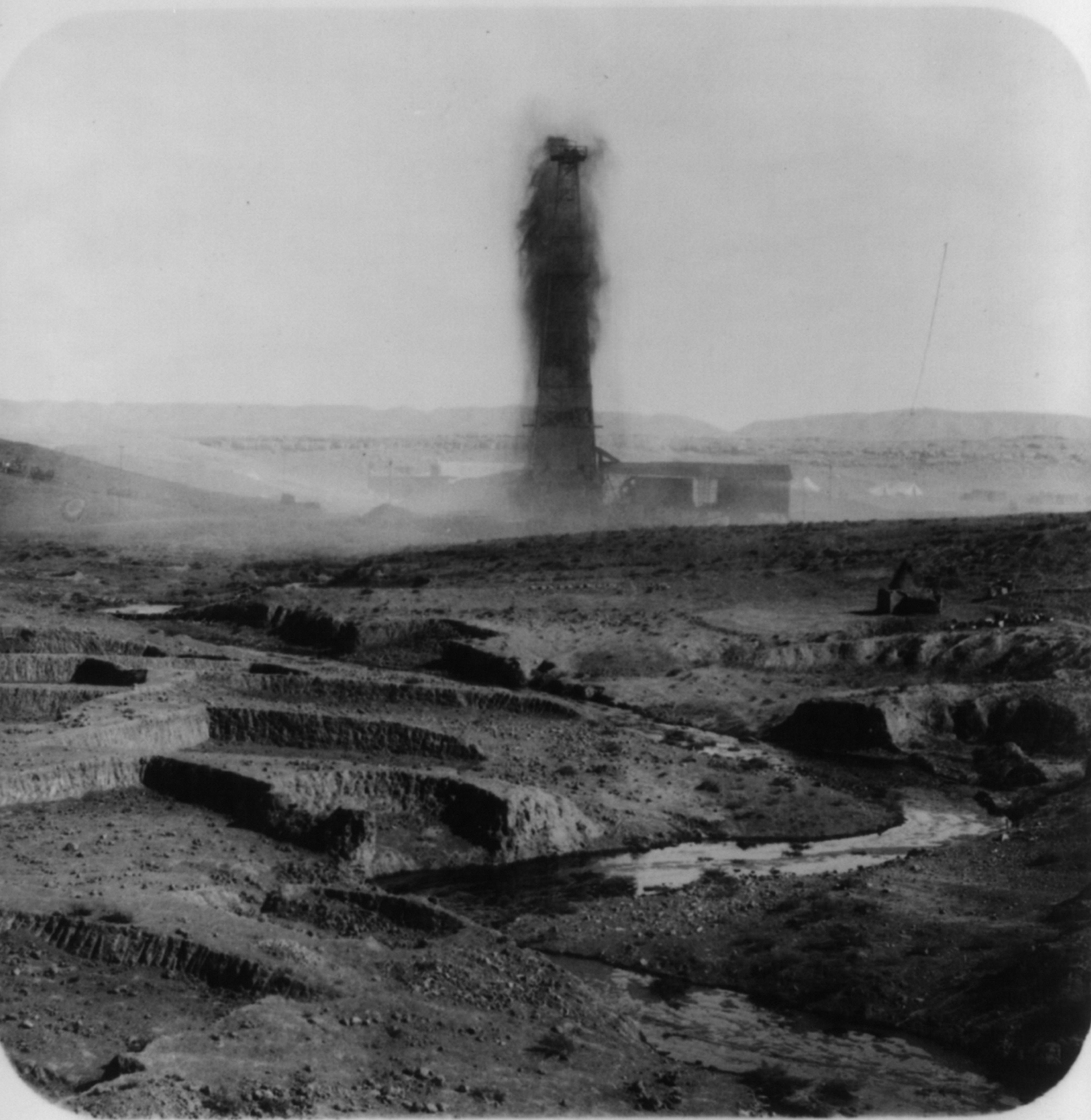
تدفق للنفط في حقل نفط بابا كركر في كركوك 1932

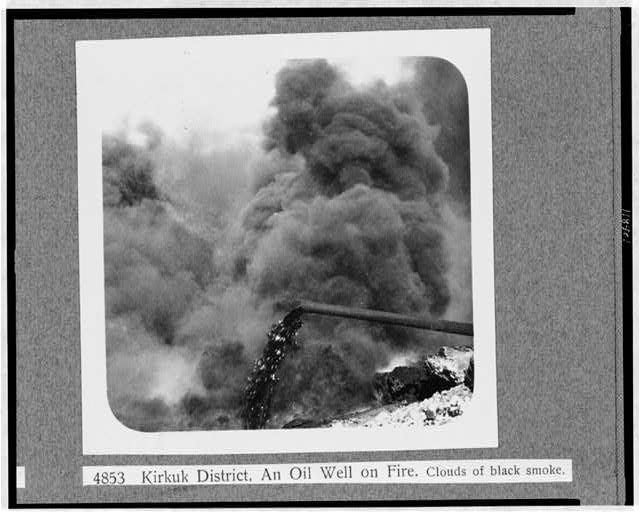
دخان يخرج من احتراق بئر نفط في كركوك 1932

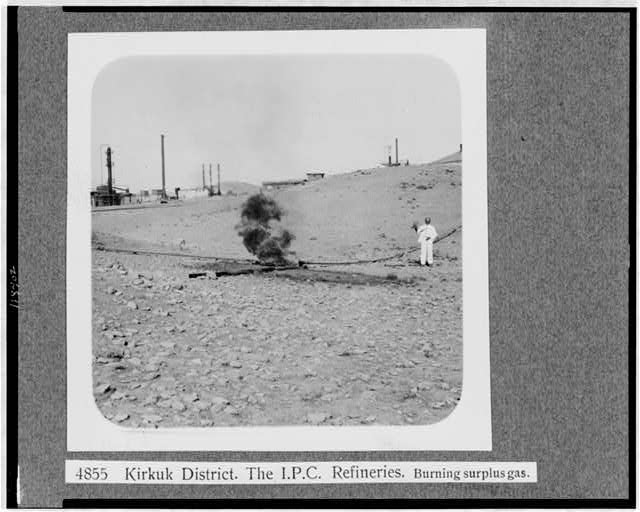
حرق الغاز المتسرب من حقل نفط في كركوك 1932

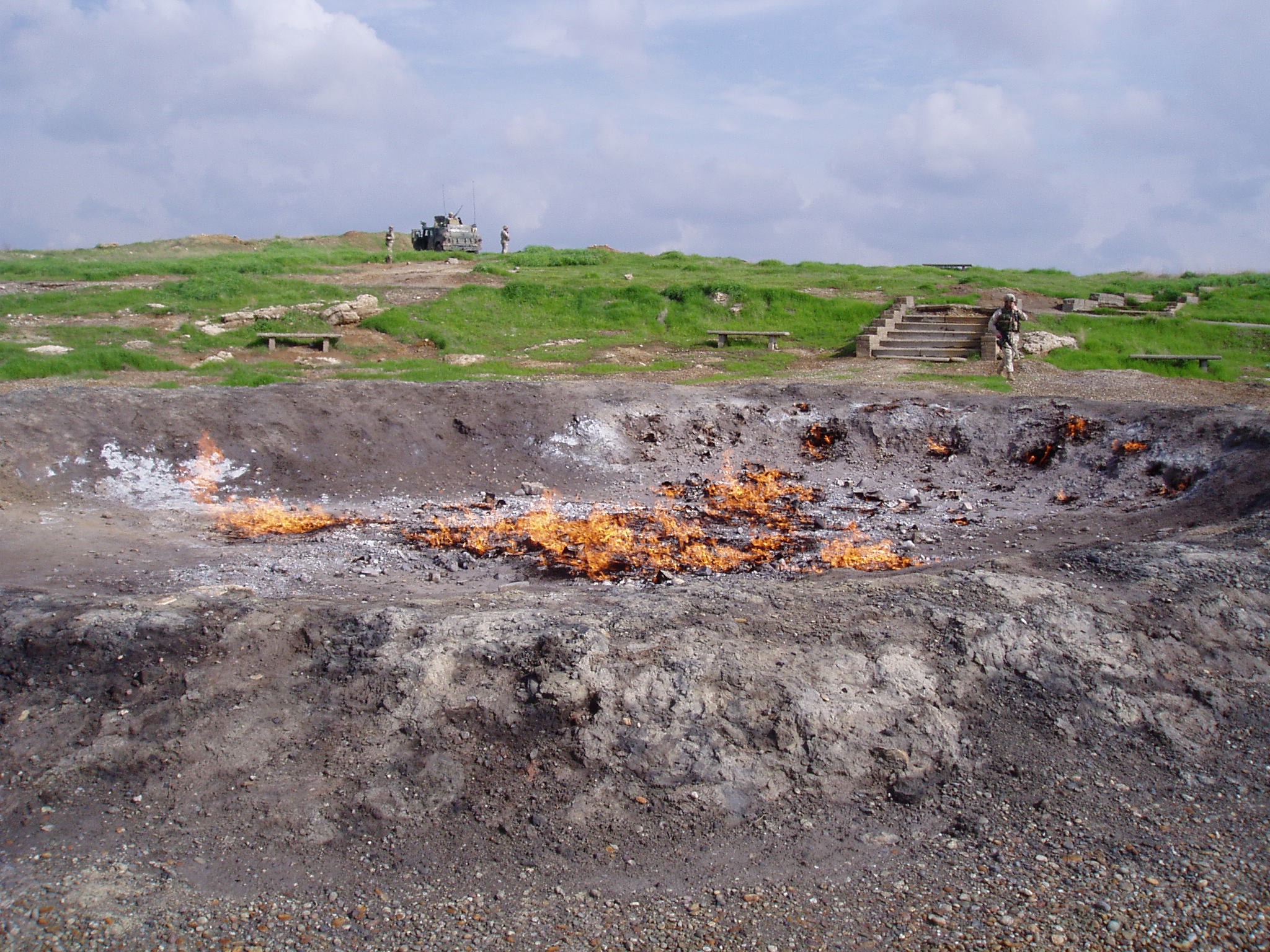
نار تخرج من أحد آبار النفط في بابا كركر

بابا كركر (بالكردية: بابە گوڕگوڕ، Babagurgur‏) حقل نفطي كبير بالقرب من مدينة كركوك في العراق، كان النفط يستخرج منها بطرق بدائية أثناء عهد العثمانيين. تفجر النفط منها بغزارة عام 1927 مما حدى بالإنكليز إلى البدء بإنشاء البنى التحتية للحقل النفطي. وبدأت عمليات استخراج النفط من الحقل بصورة منظمة في عام 1934. كان حقل بابا كركر يعتبر من أكبر حقول النفط بالعالم إلى حين اكتشاف النفط في حقول المملكة العربية السعودية.
ويقع في بابا كركر مقر شركة نفط الشمال، وسابقا كان مقر شركة نفط العراق IPC قبل تأميمها عام 1972م. وفي منطقة بابا كركر توجد مباني لدور مهندسي وموظفي شركة النفط التي بنتها شركة نفط العراق، وتبعد منطقة بابا كركر حوالي 16 كم عن منطقة عرفة القريبة من مركز مدينة كركوك. وتحوي منطقة بابا كركر على نادي نفطي عريق يعرف باسم نادي بابا ودار لأستراحة الموظفين وزوار شركة النفط وهو بمستوى فنادق الدرجة الأولى، كما يوجد في المنطقة سينما ومسرح بالمستوى القياسي، وتوجد في منطقة باباكركر أقدم ساحة للعبة الكولف (الجولف)، التي جلب الثيل لها من الهند في عقد الأربعنيات من القرن العشرين.

## التسمية
اشتق اسم بابا كركر من «باب» أو «بابا» (كلمة كردية/هندوأوروبية/ألتائية تعني "الأب") و«غور» (بالكردية: Gur، تعني "نار؛ لهب؛ اشتعال"‏)،  «أبو النيران»، أو «أبو التذمر تحت الأرض».
هناك فرضية تستند على كتابات المؤرخ اليوناني القديم بلوتارخ وفيها يرجع مصدر تسمية مدينة كركوك إلى بابا كركر حيث يذكرانه عندما قطعت القوات المقدونية البادية في سوريا وعبرت نهر دجلة في عام 331 قبل الميلاد اتوجه الإسكندر الأكبر بعد معركته المشهورة مع داريوش الثالث نحو بابل عن طريق ارابخي أو اررابخا (عرفة) حيث اصلح قلعتها (أي قلعة كركوك) واضاف الكاتب اليوناني بلوتارخ ان على أرض ارباخي (أي كركوك) تشاهد نيران مشتعلة دائمة وتغطيها أنهار من النفط وهذا الكلام ينطبق على موقع بابا كركر الذي أورد بلوتارخ اسمه بصيغة كوركورا. بينما أضاف الميديين على نهاية الاسم اللاحقة الزاكروسية المحلية اوك فغدت التسمية كوركورك.
وهناك مصادر تؤكد أنها سميت على أسم ولي صالح من أهل كركوك كان يقطنها، وجاء ذلك في تاريخ تكايا بغداد والمشيخة الصوفية في العهد العثماني، وفي هذه التكية مرقد الشيخ بابا كوركور ومعنى أسمه «الرجل النوراني»، وصف بأنه رجل صالح دفن في هذه التكية، وهذا قول عماد عبد السلام رؤوف –: قال يقع في آخر سوق الهرج (سوق البلنجية) وأطلق عليه جامع بابا كركر، وقفية محمد بك دفتردار بغداد في غرة محرم 1081هـ.

## النار الأزلية
تشتهر بابا كركر بالنار الأزلية التي هي نار تخرج من الأرض على شكل متفرق. يرجع تاريخ هذه النار إلى عصور قديمة قبل الميلاد بكثير حيث كان الرعاة يجلبون أغنامهم إلى هذه المنطقة في الشتاء لتدفئتها عندما تشتد برودة الجو، هذه النار الطبيعية كانت المؤشر لجيولوجيين القرن الماضي للاستدلال على وجود النفط والغاز بالمنطقة. وحسب الروايات التاريخية، فمنذ عام 550 ق. م اندلعت هذه النار من تلقاء نفسها وظلت ملتهبة إلى يومنا هذا تتحدى الأمطار والثلوج والرياح ولأنها لا تنطفئ فقد أطلق عليها اسم (النار الأزلية).
هذه النار هي في الواقع الجيولوجي هي بسبب تسرب الغاز من الحقل النفطي في منطقة باباكركر لوجود تكسرات في القشرة الأرضية في منطقة الحقل النفطي. المنطقة على العموم عابقة بغاز كبريتيد الهيدروجين وعند زيارتها يجب مراعاة طريقة الوقوف مع اتجاه الريح السائدة تجنبا لاستنشاق الغاز السام. واستخدم الزيت قديما وفي عهد الدولة الأموية كان زيت النفط أو النفط الخام يستخدم في إنارة الفوانيس وكزيت للمنجنيق الملتهب في الحروب وكانت منطقة كركوك وإطرافها مصدر هذا الزيت. واستخدم بعض العلماء العباسيين عمليات تقطير بدائية للحصول على نفط خام بدون شوائب واستخدم هذا النفط في الحمامات العامة والخاصة.
[بحاجة لمصدر]